# أليساندرو ميلان
أليساندرو ميلان (بالإيطالية: Alessandro Milan)‏ هو صحفي ومقدم تلفزيوني إيطالي، ولد في 5 ديسمبر 1970 في سستو سان جوفاني في إيطاليا.